# Triodontella sebakuana
Triodontella sebakuana är en skalbaggsart som beskrevs av Louis Albert Péringuey 1904. Triodontella sebakuana ingår i släktet Triodontella och familjen Melolonthidae. Inga underarter finns listade i Catalogue of Life.